# Malevil
Pour les articles homonymes, voir Malevil (homonymie).
Cet article concerne le roman de Robert Merle. Pour le film de Christian de Chalonge, voir Malevil (film).
Malevil est un roman de science-fiction post-apocalyptique de l'écrivain français Robert Merle, paru en 1972.

## Thème
La situation de départ (la destruction de la civilisation humaine par une explosion d'origine inconnue mais probablement atomique) rejoint le thème post-apocalyptique, alors très populaire en science-fiction. Le roman raconte comment un groupe de survivants miraculés relève le défi de la reconstruction d'une société humaine dans des conditions archaïques.
De nombreux thèmes sont abordés dans ce roman : la religion, la politique, la place des femmes dans la société, le monde rural, le rôle du chef, certes sous l'angle d'une mini-communauté mais qui renvoient à notre société.

## Résumé
À la suite d'une explosion, probablement nucléaire et qui a selon toute vraisemblance ravagé la Terre entière le dimanche de Pâques 1977, Emmanuel Comte et ses six « compagnons » (La Menou, Momo, Peyssou, Meyssonnier, Colin et Thomas) font du château de Malevil, dont la profonde cave leur a permis de survivre, la base de départ de leurs efforts de reconstruction de la civilisation, qui passera également par l'affrontement avec d'autres groupes de survivants, que ce soient des bandes errantes ou des groupes structurés, nomades ou sédentaires.
L'absence de femmes dans la région pose d'abord le problème du renouvellement des générations. L'arrivée de quelques femmes permet de lever cette inquiétude, tout en soulevant la question de la place de la femme dans la nouvelle société, et également celle des unions et de leur valeur face à la situation.
La narration est due principalement au héros principal, Emmanuel Comte, mais fait également figurer les « notes » de Thomas qui soit complètent, soit donnent une autre vision de scènes racontées précédemment par Emmanuel.

## Personnages
- Emmanuel : continuant le rêve de son oncle défunt, achète avec l'héritage, le château Malevil et le restaure. Il élevait des chevaux avant la catastrophe, et avait des vues sur la mairie de Malejac. Déterminé et charismatique, il s'impose rapidement comme chef de la communauté des survivants de Malevil, prenant le commandement lors des opérations militaires puis en étant élu abbé de Malevil. Peu porté sur la religion, il accepte néanmoins de l'introduire à Malevil afin de garantir la cohésion de la communauté et surtout pour contrer le faux prêtre Fulbert qui prétend régenter Malevil en s'autoproclamant évêque. Manipulateur mais non tyrannique, il décide de tout en consensus avec le reste des survivants, n'usant de son autorité que lorsque la situation l'exige. Il meurt à la fin du livre, d'une crise d'appendicite non opérée. Il est le narrateur de l'histoire, écrivant à la première personne comme dans un journal.

- La Menou : vieille femme frêle mais pleine de caractère, elle s'exprime le plus souvent en patois. Liée à Malevil, elle servit l'oncle, puis Emmanuel. Après la catastrophe, elle s'occupe de la cuisine et des vaches. Elle aime les jeunes hommes virils, dont elle apprécie surtout la force de travail et a une attitude revêche avec les femmes, surtout celles qui lui paraissent des bouches inutiles. Elle a un fils, Momo. Elle ne survit pas longtemps à la mort d'Emmanuel.

- Momo : fils de la Menou et attardé mental, il a des difficultés à s'exprimer et garde un esprit enfantin. Il déteste se laver et adore les chevaux. C'est le premier mort de la communauté, tué d'un coup de fourche par un pillard lors de la première attaque de Malevil.

- Peyssou : ami d'enfance d'Emmanuel, il faisait partie du Cercle. Grand et fort, il est affecté aux tâches les plus dures : labour, construction d'un mur…

- Meyssonnier : également membre du Cercle, c'est aussi un ami d'enfance d'Emmanuel. Il a la particularité d'être communiste, ce qui provoque quelques frictions lorsque les questions religieuses ou politiques font surface. Après la défaite de Vilmain et de Fulbert, et à la demande d'Emmanuel, il quitte Malevil pour diriger la communauté de La Roque qui l'a choisi comme maire.

- Colin : quatrième membre du Cercle, il est petit, susceptible mais plein d'astuce. Le regard brillant et le sourire en coin, il se distingue par son habileté à manier l'arc et son rôle majeur dans la bataille finale contre Vilmain. Il devient le chef de Malevil après la mort d'Emmanuel mais devient tyrannique et finit par se faire tuer lors d'une attaque de pillards en s'exposant inconsidérément pour regagner l'estime de ses compagnons.

- Thomas : géologue, il travaillait à une thèse sur les roches de la région lors de la catastrophe et était logé au château. Âgé de 25 ans au moment de celle-ci (donc le plus jeune des survivants de Malevil), il intègre la communauté petit à petit. Mais il se sent souvent écarté, ne maîtrisant pas le patois et étant athée. Il intervient dans le roman en annotant le journal d'Emmanuel afin d'apporter une autre vision de certains événements, et en y ajoutant des événements postérieurs à la mort d'Emmanuel. À la mort de Colin, il devient chef de Malevil et évêque de La Roque et poursuit l'œuvre d'Emmanuel.

- Évelyne : orpheline de La Roque, asthmatique, Évelyne est prise en charge par Emmanuel qui noue avec elle des relations ambiguës mais platoniques. Âgée de 14 ans, elle finit par obéir au doigt et à l'œil au chef de Malevil. Elle se suicide d'un coup de poignard lorsque celui-ci meurt.

- Miette : jeune fille muette, elle est trouvée à l’Étang après l'assaut donné contre celui-ci. Première femme en âge de procréer de Malevil, elle distribue équitablement ses charmes à chacun en suivant l'ordre des places à table.

- Jacquet : fils d'un premier mariage du beau-père de Miette et de Catie, il est fait prisonnier lors de l'attaque de l’Étang mais semble heureux d'intégrer Malevil. Jeune homme vigoureux et simple, il est toujours prêt à donner un coup de main.

- Catie : sœur de Miette, elle était placée à La Roque au moment de la catastrophe. Elle rejoint Malevil lorsque Thomas tombe amoureux d'elle de la première visite des Malevilais à La Roque. Ils se marient, cependant Catie, infidèle mais franche, séduit également les autres hommes de Malevil.

- La Falvine : grand-mère de Miette et Catie, et petite cousine de La Menou (qu'elle ne connaissait cependant pas avant « le jour de l'événement »), elle est tout son opposé : corpulente et parlant sans arrêt, même toute seule, elle subit les réprimandes et moqueries de la Menou. Elle rejoint la communauté après la prise de l’Étang.

- Fulbert : faux prêtre, il dirige La Roque d'une main de fer, utilisant la religion, en particulier la pratique de la confession, pour asseoir sa tyrannie. Lors de l'attaque de Vilmain, il se rallie à lui, ce qui lui aliène ses derniers soutiens. Il finit lynché par la population après un procès intenté contre Emmanuel.

- Armand : homme de main de Fulbert. Il meurt poignardé dans le dos par un habitant dont il a tenté de violer la femme.

- Vilmain : comptable se faisant passer pour un ancien para, il est le chef d'une bande de pillards de dix-sept hommes particulièrement bien armée et dangereuse. Il possède des fusils et un bazooka. Il envahit La Roque et le hameau de Courcejac, avant de s'attaquer à Malevil. Il est tué par un de ses hommes qui a déserté sa bande pour rejoindre Malevil dans la première phase du combat. Son équipe étant surtout constituée d'hommes recrutés sous la contrainte, les survivants n'ont aucun scrupule à se rallier à son vainqueur.

## Lieux
L'action se situe dans le Périgord, où vit l'auteur. Les lieux cités font étrangement penser à des lieux existants. Ainsi Malevil serait partiellement inspiré du site de Commarques (sa grotte, son abri troglodyte et son château), tandis que le village de la Roque serait partiellement inspiré de la Roque Saint-Christophe, forteresse troglodyte voisine du château de Commarque.
- Malevil : château datant du Moyen Âge, il est fortifié et possède de multiples protections. Une double enceinte permet un repli stratégique en cas d'invasion. Un pont-levis encore en état de fonctionnement assure la possibilité de retranchement. On y trouve également un donjon, une grotte servant d'écurie pour les bêtes malades, une cave à vin. S'il a pu être partiellement épargné par l'explosion atomique, c'est en raison de sa situation particulière : il est adossé à une falaise qui le protège. Le terrain situé à proximité est également très grand et très fertile.

- La Roque : situé à une dizaine de kilomètres de Malevil, La Roque est un village qui a résisté à la catastrophe. Abritant une vingtaine de survivants, il est dirigé de manière tyrannique par Fulbert qui s'appuie sur une fausse condition de prêtre et sur la peur provoquée par son homme de main, Armand, pour imposer son pouvoir. La Roque, après avoir été prise par les pillards menés par Vilmain, est finalement délivrée par la communauté de Malevil. Meyssonnier y est élu maire, après y avoir été poussé par Emmanuel qui veut garder un contact fort avec La Roque. Le modèle de La Roque est sans doute La Roque-Gageac, avec son manoir, tandis que la situation de la Roque-Saint-Christophe, à Peyzac-le-Moustier, est plus appropriée.

- L'Étang : petite ferme abritée par une falaise, ce qui l'a protégée de l'explosion. Elle abritait une famille dirigée autoritairement par un certain Wahrwoorde. Elle fonctionne de manière autarcique, ce qui lui a permis de survivre. Le père (nommé dans le roman "Le Wahrwoorde"), autoritaire et violent, est tué, après avoir organisé une expédition contre Malevil afin de leur voler une jument. La prise de l’Étang, ferme riche en réserves diverses, permet à Malevil d'acquérir des vaches supplémentaires, un étalon, du blé et beaucoup d'autres denrées. Les habitants de Malevil héritent également du Wahrwoorde la technique du tir à l'arc, qui se révèle une arme silencieuse et efficace. Il y a en effet a 1 km en aval de la Beune le vallon des Moutonnies, avec un étang et des cluzeaux qui furent habitables.
- La vallée des Rhunes : inspirée de la vallée des Beunes, et plus précisément la grande Beune.

- Malejac : bourg situé non loin de Malevil, il est réduit en cendres durant la catastrophe. Meyssonnier, Peyssou et Colin y vivaient avec leurs femmes avant le jour de l'événement.

- Courcejac : petit village abritant sept survivants, il est détruit et les habitants massacrés par la bande de Vilmain.

## Prix et récompenses
Prix John-Wood-Campbell Memorial 1974 (ex æquo avec Rendez-vous avec Rama (Rendezvous with Rama) par Arthur C. Clarke).

## Postérité
Ce roman est cité dans La Bibliothèque idéale de la SF, Albin Michel, (1988).

### Adaptation cinématographique
Le roman a fait l'objet en 1981 d'une adaptation cinématographique de Christian de Chalonge, avec Michel Serrault, Jacques Dutronc, Jacques Villeret et Jean-Louis Trintignant. Partant de la situation d'origine du roman de Robert Merle intitulé Malevil et en utilisant la plupart des personnages, le traitement scénaristique s'écarte progressivement du livre et s'achève par une fin complètement différente. Robert Merle, estimant que l'esprit de son roman était dénaturé, a demandé que son nom ne figure pas au générique, où seule apparaît la mention : inspiré librement du roman Malevil (éditions Gallimard).

### Adaptation théâtrale
Le roman fait l'objet, avec l'autorisation d'Olivier Merle, fils de Robert Merle, d'une adaptation théâtrale librement inspirée de l'œuvre initiale, sous le titre Ceux de Malevil. Cette adaptation, écrite et mise en scène par Jérôme Dalotel, a été jouée pour la première fois à Paris, le 7 mai 2010 au Théâtre Espace Marais, par la Compagnie des Barriques, et s'ouvre au public, au À la Folie Théâtre à Paris, du 15 mars au 13 mai 2012.

### Adaptation télévisuelle
En 2010, France 3 a commandé un téléfilm à Denis Malleval, avec Bernard Yerlès (Emmanuel) et Anémone (madame Menou), Jean-Pierre Martins, Slony Sow (Thomas), Pierre Val (Colin) . Le téléfilm est diffusé le 13 juillet 2013.